# Eliza Ruhamah Scidmore

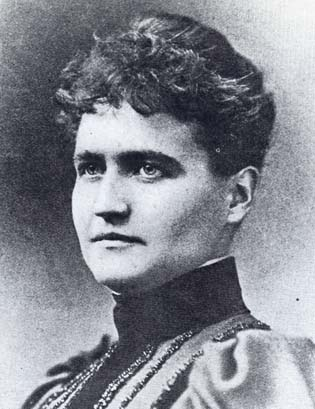
Eliza Ruhamah Scidmore

Eliza Ruhamah Scidmore (* 14. Oktober 1856 in Clinton, Iowa; † 3. November 1928 in Genf) war eine US-amerikanische Schriftstellerin, Fotografin und Geographin sowie das erste weibliche Vorstandsmitglied der National Geographic Society.

## Leben und Wirken

### Kindheit und Jugend
Scidmore wurde am 14. Oktober 1856 in Clinton, Iowa, geboren. Ihr Bruder war der Karrierediplomat George Hawthorne Scidmore (1854–1922), der von 1884 bis 1922 im Fernen Osten diente. Sie besuchte das Oberlin College im US-Bundesstaat Ohio. Bereits als Kind interessierte sie sich für Geographie, wie sie in einem Interview im Jahre 1890 bekannte.

“My daydreams were always of other countries.”

„Meine Tagträume drehten sich immer um andere Länder.“

In den 1870er Jahren war Eliza Scidmore eine der ersten Frauen, die als Korrespondentinnen für eine Zeitung arbeiteten. Sie schrieb ihre ersten Kolumnen bereits im Alter von 19 Jahren für die Zeitung National Republican in Washington, D.C., anschließend veröffentlichte sie Artikel zu Themen der Gesellschaft Washingtons in verschiedenen Zeitungen, einschließlich der New York Times.
Da sie manchmal unter dem Namen „E. R. Scidmore“ oder „E. Ruhamah Scidmore“ schrieb, nahmen viele Leser an, dass sie männlich sei. Briefe, die an sie gerichtet waren, begannen mit „Sehr geehrter Herr“. Buchkritiker lobten die Werke von „Mr. Scidmore“.

### Reisen

#### Alaska

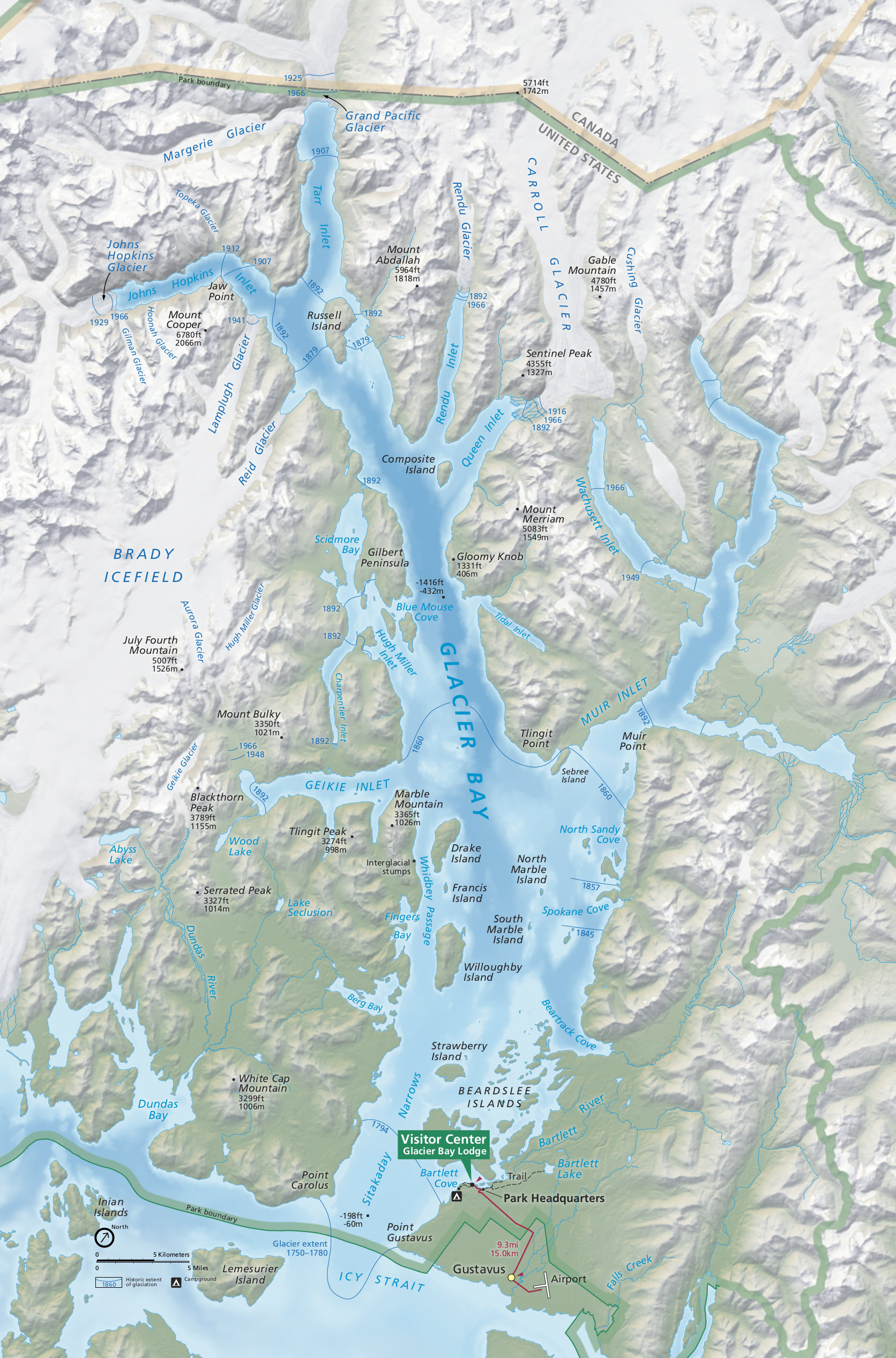
Karte der Glacier Bay mit Scidmore Bay (nordwestlich der Mitte). Der Scidmore-Gletscher (nicht beschriftet) befindet sich westlich davon.

In den Jahren 1883 und 1884 reiste sie nach Alaska, um sich selbst ein Bild von dem damals noch weitgehend unerforschten Land zu machen. Die Vereinigten Staaten hatten Alaska in den 1860er Jahren von Russland gekauft und seitdem hatten erst wenige Amerikaner das Land besucht.
Scidmore fuhr auf dem Passagierschiff Idaho über die Inside Passage nach Alaska. Von ihren Reisen schrieb sie eine Reihe von Briefen, die in den Zeitungen St. Louis Globe-Democrat und New York Times gedruckt wurden. Die Briefe wurden 1885 um Karten sowie Illustrationen ergänzt und als Buch unter dem Titel Alaska: its southern coast and the Sitkan archipelago herausgegeben. Dieses Werk wurde als ultimativer Reiseführer für Alaska angesehen und wird heute noch von Touristen in der Region verwendet.
Es folgte eine Reihe weiterer Reisen nach Alaska, die Scidmore in Form von Aufsätzen in diversen amerikanischen Zeitungen und Zeitschriften dokumentierte, was zur Förderung des Tourismus beitrug: Von 1884 bis 1889 stieg die Anzahl der Besucher Alaskas von 1.650 auf über 5.000. Der Scidmore Glacier  sowie die Scidmore Bay  im Glacier-Bay-Nationalpark wurden nach ihr benannt.

#### Japan

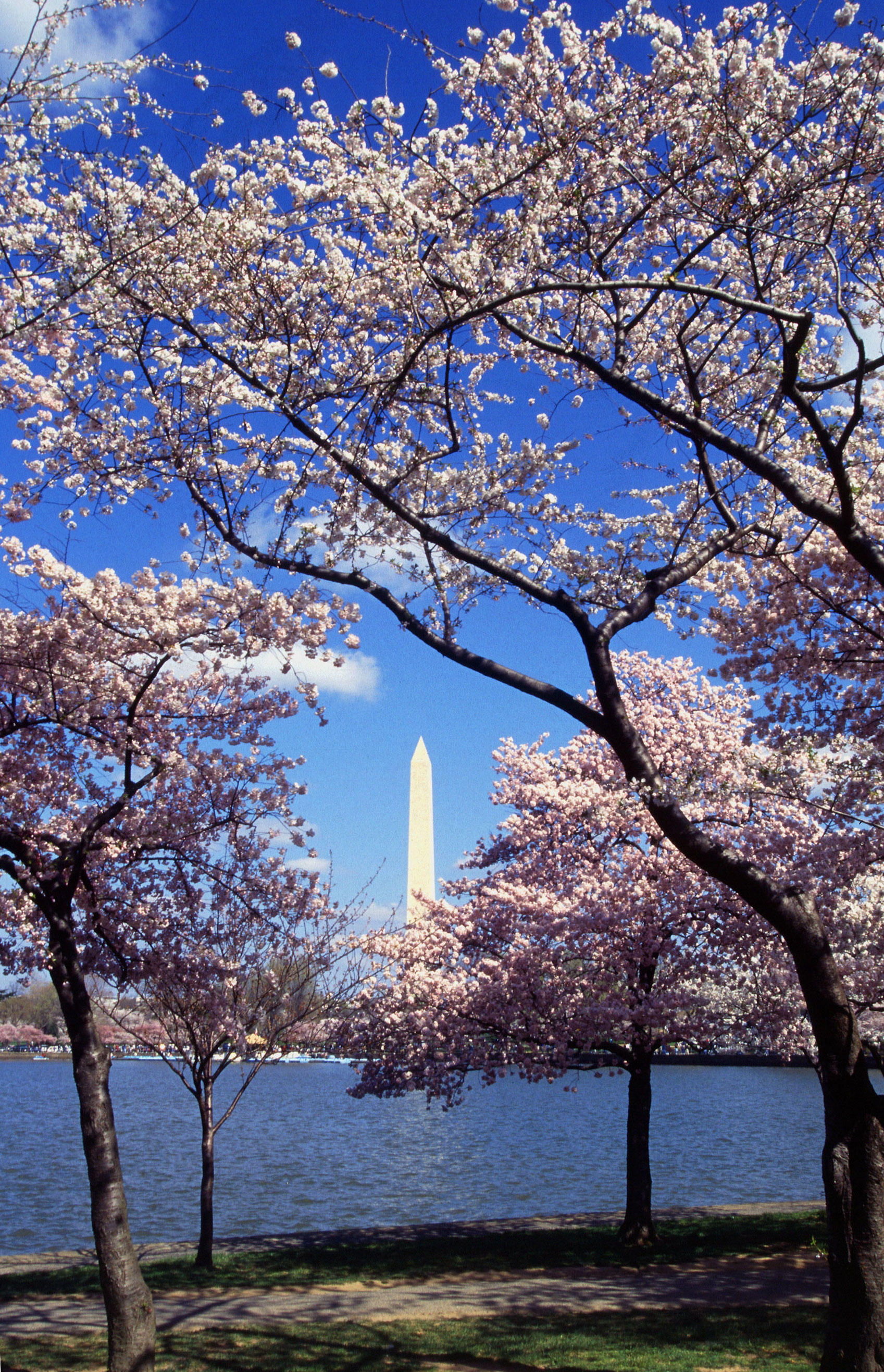
Der Blick vom Norden des West Potomac Park über das Tidal Basin zeigt die blühenden Kirschbäume

1885 besuchte Scidmore zum ersten Mal Japan, das sich erst kurz vorher für westliche Besucher geöffnet hatte. Von dort schrieb sie Reiseberichte für verschiedene Magazine. Sie bewunderte den hohen Status der japanischen Frauen in Harper's Bazaar, schrieb über Teekannen für The Cosmopolitan Magazine und analysierte die Unterschiede zwischen japanischen und chinesischen Essstäbchen.
Die Japanische Kirschblüte beeindruckte sie so sehr, dass sie nach ihrer Rückkehr der Regierung immer wieder vorschlug, als Zeichen der Freundschaft mit Japan Kirschbäume in Washington, D.C. zu pflanzen. Allerdings wurde dieser Vorschlag erst im Jahre 1909 von der First Lady Helen Taft aufgegriffen, die selbst zeitweise in Japan gelebt hatte. 1912 wurden 3020 Kirschbäume, die von der Stadt Tokio gespendet worden waren, rund um das Tidal Basin auf dem Gelände des West Potomac Park angepflanzt. Viele dieser Bäume blühen noch immer (1998 etwa 1000), die anderen wurden im Laufe der Zeit ersetzt. Heute sind diese Bäume eine Attraktion und ziehen viele Touristen an, insbesondere während des Nationalen Kirschblütenfestes.

### National Geographic
Die National Geographic Society wurde im Jahre 1888 gegründet. Bereits 1890 wurde Eliza Scidmore Mitglied und begann als erste Frau, Artikel und Fotografien im Magazin der Gesellschaft zu veröffentlichen. Anfangs war sie eines von nur einem Dutzend weiblichen Mitgliedern. Bereits zwei Jahre später wurde sie in den bis dahin rein männlichen Vorstand der Gesellschaft gewählt.
In den 1890er Jahren stellte ihr die Smithsonian Institution eine Kodak-Kamera zur Verfügung, um ihre Reisen durch Indien, Japan, China und die indonesische Insel Java zu dokumentieren. Sie wurde damit die vermutlich erste Frau unter den Fotografen von National Geographic. Ihre Reiseberichte veröffentlichte sie weiterhin auch in Buchform.
Gleichzeitig sorgte sie für eine Neuausrichtung des National Geographic Magazine, das damals ausschließlich Textbeiträge enthielt. Scidmore setzte sich mit dem Vorschlag durch, die Beiträge nach dem Vorbild europäischer Zeitschriften zu bebildern. Sie selbst veröffentlichte Bilder zu ihren Texten, allerdings ist nicht immer ersichtlich, welche Bilder von ihr selbst fotografiert waren und welche sie in Auftrag gegeben hatte.

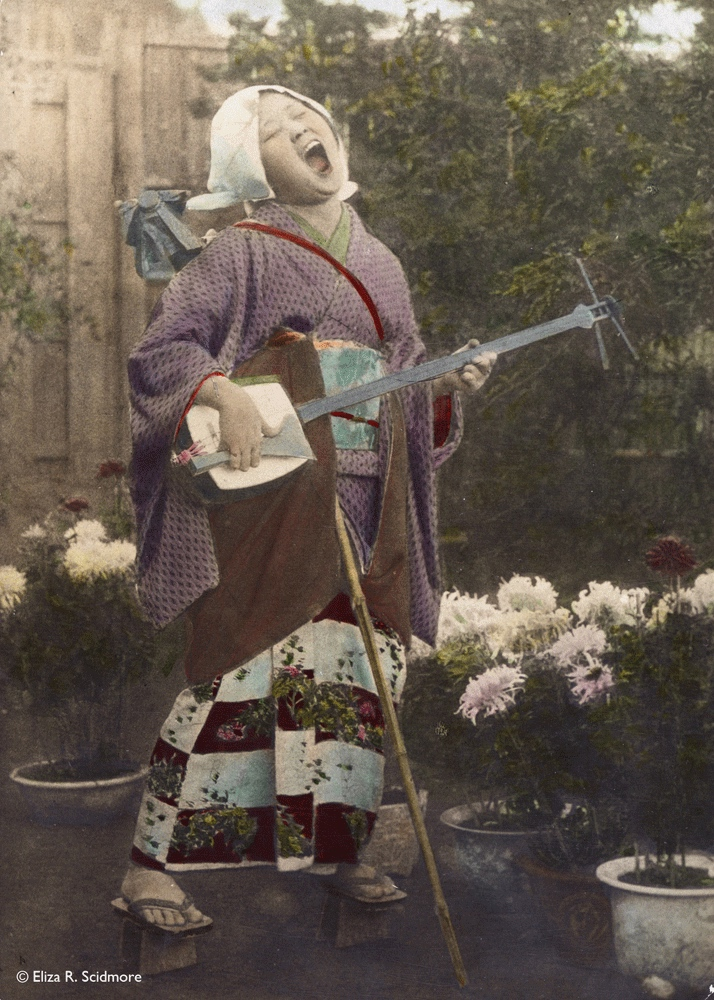
Eine Goze singt und spielt Shamisen. Handkoloriertes Foto von Eliza Scidmore, 1912

Bis 1905 waren Fotos bereits das Kernstück des Magazins geworden, allerdings noch weitgehend in Schwarzweiß. Die Reproduktion von Farbfotografien war zu dieser Zeit noch extrem teuer und wurde vom Vorstand der Gesellschaft auch deshalb kritisch betrachtet, weil die Vorstandsmitglieder befürchteten, das könnte den wissenschaftlichen Anspruch des Magazins verwässern. 1909 ermutigte Scidmore Gilbert Hovey Grosvenor, den Chefredakteur von National Geographic, der heute als Begründer des Fotojournalismus gilt, farbige Fotografien in das Magazin aufzunehmen. Grosvenor zweifelte anfangs noch, ob man passende Motive für Farbfotografien finden würde. 1914 wurden schließlich die ersten Farbfotografien veröffentlicht, dazu gehörte eine 11 Bilder umfassende Serie von Eliza Scidmore zu ihrem Artikel „Young Japan“.

### Nach dem Ersten Weltkrieg
Nach dem Ersten Weltkrieg zog Scidmore nach Genf, um über den neu gegründeten Völkerbund zu schreiben. Sie stattete ihr Haus mit lebenslang gesammelten Souvenirs aus – darunter den Thronsitz von Chinas Kaiserinwitwe – und es wurde schnell zu einem Treffpunkt für Diplomaten.
1928, im Alter von 72 Jahren, erkrankte sie an einer Blinddarmentzündung und wurde mit Komplikationen ins Krankenhaus eingeliefert. Eliza Scidmore starb am frühen Morgen des 3. November 1928. Sie wurde auf dem Ausländerfriedhof in Yokohama begraben, ebenso wie ihr Bruder und ihre Mutter. Neben ihrem Grab steht ein Kirschbaum, der 1991 ihr zu Ehren von der Eliza Scidmore Cherry Blossom Society gepflanzt wurde.

## Werke

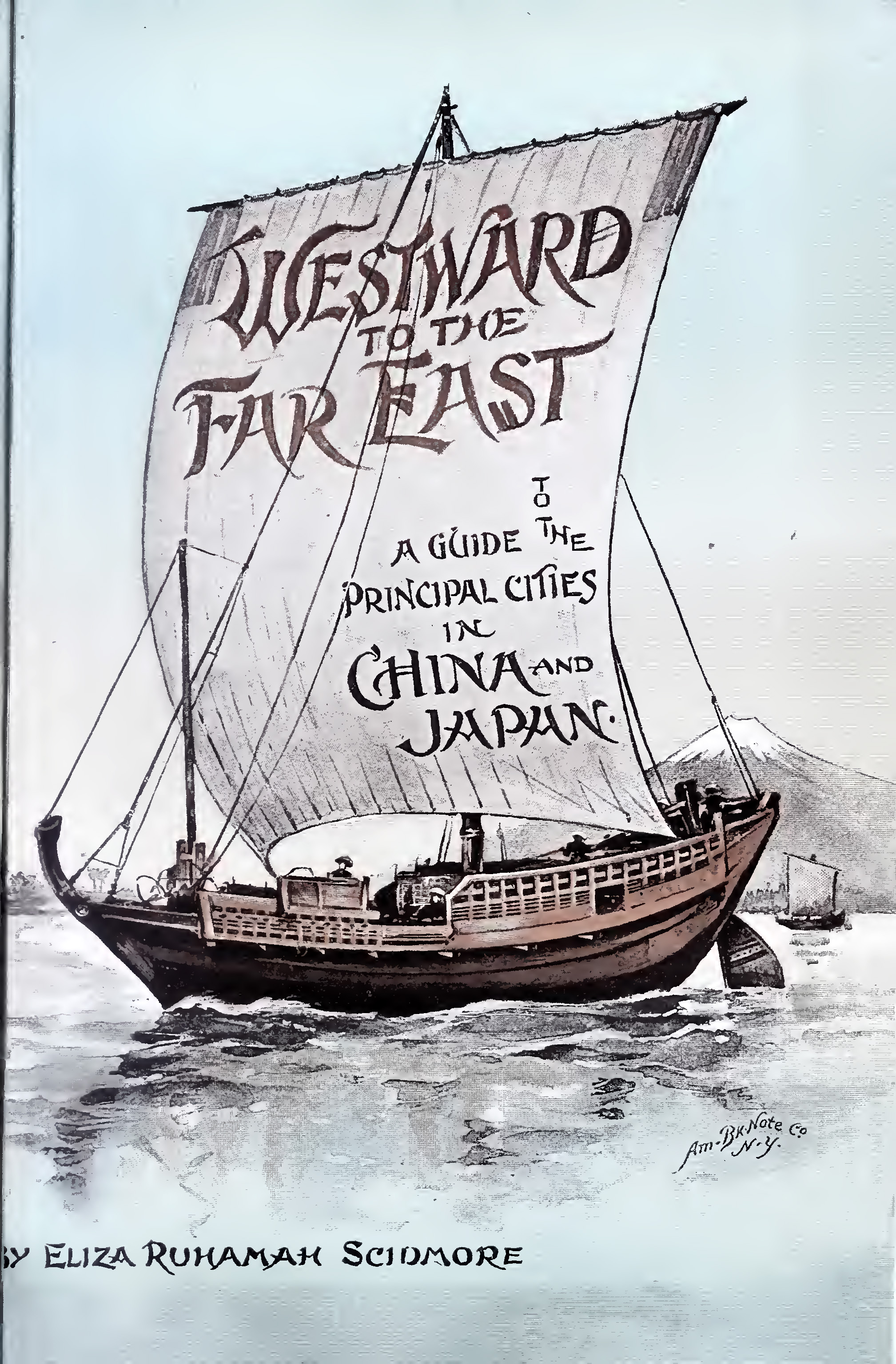

### Bücher
- Alaska: its southern coast and the Sitkan archipelago. D. Lothrop and Co., Boston 1885 (englisch, archive.org).
- Jinrikisha days in Japan. Harper & Brothers, New York 1891 (englisch, archive.org).
- Appletons' guide-book to Alaska and the northwest coast: including the shores of Washington, British Columbia, southeastern Alaska, the Aleutian and the Seal islands, the Bering and the Arctic coasts. D. Appleton and Co., New York 1893 (englisch, Online (Memento vom 9. Oktober 2019 im Internet Archive)).
- Westward to the Far East: a guide to the principal cities of China and Japan with a note on Korea. Canadian Pacific Railway Company, Montreal 1893 (englisch, archive.org – Erstausgabe:  1891).
- Java: the garden of the East. Century Co., New York 1897 (englisch, archive.org).
- China, the long-lived empire. Century Co., New York 1900 (englisch, archive.org).
- Winter Indi. Century Co., New York 1903 (englisch, archive.org).
- As the Hague ordains: journal of a Russian prisoner's wife in Japan. Henry Holt and Co., New York 1907 (englisch, archive.org).

### Zeitschriftenaufsätze
- Recent Explorations in Alaska. In: The National Geographic Magazine. Band 5, 1893 (englisch).
- The Recent Earthquake Wave on the Coast of Japan. In: The National Geographic Magazine. Band 7, 1896 (englisch).
- Reports of Sealing Schooners from Tuscarora Deep. In: The National Geographic Magazine. Band 7, 1896 (englisch).
- The Discovery of Glacier Bay, Alask. In: The National Geographic Magazine. Band 7, 1896 (englisch).
- Young Japan. In: The National Geographic Magazine. Band 26, 1914 (englisch, archive.org).